# 曙色
曙色（あけぼのいろ）はオレンジ色がかったピンク色。別名は東雲色（しののめいろ）・オーロラ色。
サーモンピンクに近い色味で、英語色名のオーロラ(英語: aurora/英語: auroral)と同一の色。
薔薇色、牡丹色などとともに明治期の華やかな色の流行色の一つで、日本古来の伝統色ではなく、欧米の伝統色オーロラの訳語として登場した。
少女の晴れ着などに用いられた。
伝統色では桃花色（つきいろ）などに色味が近い。

## 参考項目
- アウローラ - ローマ神話で、曙の女神。
- オーロラソース